# Tecnología profunda
Tecnología profunda (del inglés deep technology, también conocida como deep tech, DeepTech o hard tech) es una clasificación de organización, o más típicamente una empresa de nueva creación (startup), con el objetivo expreso de proveer soluciones tecnológicas basadas en desafíos científicos o de ingeniería significativos.  Presentan desafíos que requieren una extensa investigación y desarrollo, así como una considerable inversión de capital antes de lograr una comercialización exitosa. Su principal riesgo es el riesgo técnico, mientras que el riesgo de mercado suele ser significativamente menor debido al claro valor potencial de la solución para la sociedad.  Los problemas científicos o de ingeniería subyacentes que resuelven las empresas de tecnología profunda y avanzada generan propiedad intelectual valiosa y son difíciles de reproducir.    

## Definición
El término deep tech ha estado presente por décadas, representando divisiones de I+D (investigación y desarrollo) en importantes corporaciones de defensa y telecomunicaciones tales como Raytheon Technologies, Lockheed Martin's Skunk Works y Bell Labs, hasta la definición más contemporánea que incluye cada vez más a empresas presentes en el entorno del capital riesgo. La palabra no hace alusión a la innovación en sí misma, sino a una categoría de empresas emergentes que desarrollan nuevos productos basados "en descubrimientos científicos o innovaciones de ingeniería significativas".  
Conforme a una investigación del año 2019 llevada a cabo por Boston Consulting Group y Hello Tomorrow, una entidad francesa sin ánimo de lucro que respalda el "deep tech", los sectores de tecnología profunda más prominentes incluían materiales avanzados, manufactura avanzada, inteligencia artificial, aprendizaje automático, biotecnología, blockchain, robótica, fotónica, aeroespacial. y tecnología espacial, electrónica (incluida la fabricación de semiconductores ), inteligencia sobre amenazas cibernéticas, energía de fusión y computación cuántica. La inversión privada a nivel mundial en dichos campos aumentó más del 20% anual desde 2015, alcanzando casi 18 mil millones de dólares en 2018.  Los posibles campos para la aplicación de la tecnología profunda incluyen la agricultura, las ciencias biológicas, la química, la industria aeroespacial y la energía verde.  En el ámbito empresarial, la tecnología profunda tiene tres atributos clave: potencial de impacto, un largo periodo para alcanzar la madurez necesaria para el mercado y requisitos sustanciales de capital. 
- Las innovaciones tecnológicas profundas suelen ser radicales y pueden crear nuevos mercados o alterar los existentes. Las empresas de tecnología profunda a menudo abordan grandes desafíos sociales y ambientales y tienen potencial para impactar la vida cotidiana. Los circuitos integrados de silicio son un ejemplo de innovación que permitió realizar cálculos a una velocidad y escala previamente inimaginables.
- El tiempo requerido para pasar de la ciencia básica a la tecnología aplicable en tecnología profunda supera el tiempo de desarrollo de las startups (nuevas empresas emergentes) basadas en tecnología ampliamente disponible ("tecnología superficial", como aplicaciones móviles, sitios web y servicios de comercio electrónico [8] [4]). Por ejemplo, el desarrollo de la tecnología detrás de la inteligencia artificial tomó décadas y ahora las empresas de IA se están desarrollando rápidamente en muchos campos. Según Hello Tomorrow, hasta 2019 se requerían en promedio una media de cuatro años en llegar al mercado de la biotecnología y 2,4 años en el de blockchain.

## Historia
La financiación para empresas de tecnología profunda ha aumentado con el paso de los años. Según Boston Consulting Group, las inversiones totales en compañías de tecnología profunda aumentaron de 1.7 mil millones dólares a 7.9 mil millones dólares desde 2011 hasta 2016. Las actividades de inversión están concentradas en los Estados Unidos y China que representaron aproximadamente el 81% de las inversiones privadas globales en tecnología profunda desde 2015 hasta 2018, con aproximadamente 32.8 mil millones de dólares y 14.6 mil millones de dólares invertidos en cada país, respectivamente. China actúa como el principal impulsor en las inversiones de tecnología profunda, con un aumento del 80% cada año durante ese período, en comparación con el 10% cada año en los Estados Unidos.Los países europeos también son activos en la inversión en tecnología profunda. Según el Financial Times, en 2017 la financiación total hacia compañías de tecnología profunda logró alrededor de 3 mil millones de euros en 600 acuerdos.
Corporaciones como Google,⁣ Facebook, ⁣Amazon, IBM y Apple evidencian un creciente interés hacia las aplicaciones de la tecnología profunda en áreas como inteligencia artificial, ⁣ realidad virtual, ⁣ drones y vehículos autónomos. Las incubadoras de empresas también están modificando su enfoque de las startups digitales hacia las empresas emergentes de deep tech. En el lote de Y Combinator en 2016 se incluyeron 32 startups de tecnología profunda, entre las cuales había 9 en biotecnología, 4 en drones y 3 en hardware avanzado. La aceleradora de startups HighTechXL, con sede en Eindhoven, se enfoca exclusivamente en emprendimientos de tecnología profunda.